# Dendrochilum exasperatum
Dendrochilum exasperatum är en orkidéart som beskrevs av Oakes Ames. Dendrochilum exasperatum ingår i släktet Dendrochilum och familjen orkidéer. Inga underarter finns listade i Catalogue of Life.